# Koerejka (plaats)
Koerejka (Russisch: Курейка) is een plaats (selo) in het westen van de Russische kraj Krasnojarsk in Centraal-Siberië, gelegen in het district Toeroechanski aan de westelijke oever van de rivier de Jenisej bij de instroom van de gelijknamige rivier op 168 kilometer ten zuiden van Igarka. De plaats is bekend vanwege haar geschiedenis als verbanningsoord.

## Geschiedenis
De plaats werd voor het eerst genoemd in een document uit 1701, dat het beschreef als een winterverblijf (Koerejskaja zimovje) van de Ketten. De plaats werd genoemd omdat er de jasak werd geïnd van de lokale bevolking. In een boek uit 1856 wordt melding gemaakt van 3 huizen met 25 mensen in de plaats, die toen Oest-Koerejski werd genoemd.
Al voor de Russische Revolutie werden hier verschillende politieke dissidenten gevangengezet. De bekendste hiervan was Jozef Stalin. Tijdens zijn ballingschap van 1914 tot 1917 woonden er 67 mensen. In 1934 werd door Goelagdwangarbeiders een museum voor Stalin gebouwd in de plaats. In 1942 werd de plaats, die tot dan toe een klein jagers- en visserdorp was gebleven, uitgebreid met een nieuwe nederzetting, die werd gebouwd door het Kombinaat van Norilsk. Koerjka werd hierdoor een groot dorp, dat zich uitstrekte over 3 kilometer langs de Jenisej. Er kwamen een dieselaangedreven elektriciteitscentrale, een ziekenhuis, een school en een aantal winkels. In 1948 werd een nieuw groot museum gebouwd voor Stalin, dat echter slechts 2 jaar dienstdeed.

### Paleis voor Stalin
Voor de 70ste geboortedag van Stalin werd in 1949 besloten een gigantisch museumpaleis te bouwen van larikshout in het dorpje. In 1950 kwam een ploeg van 200 ervaren gevangenen-bouwlieden uit Norilsk onder leiding van architect Choroenzji en ingenieur Polozov naar de plaats voor de bouw van dit pantheon. Het gebouw werd voltooid in 1952 en had een omvang van 50 bij 40 meter en was 14 meter hoog. Het paleis werd omrand door bomenrijen en kreeg een gipsbeeld van Stalin. Het gebouw werd met marmer en graniet verstevigd en het huis waar Stalin in de jaren 10 had gewoond, werd afgebroken en in het museum geplaatst. Na de dood van Stalin een jaar later werd het paleis echter gesloten op aandringen van Nikita Chroesjtsjov en aan zijn lot overgelaten. In 1961 werd het gipsbeeld in de Jenisej gegooid door vandalen en werd het paleis werd leeggeroofd. Een deel van de artefacten van Stalin, die werden tentoongesteld, werden in dezelfde periode overgebracht naar Atsjinsk, waar ook een Stalinmuseum stond. Het gebouw stond lange tijd leeg en werd uiteindelijk door een bosbrand verwoest in 1996. De regionale leiders besloten begin 21e eeuw echter onder leiding van Michail Ponomarjov en een aantal investeerders uit Toeroechansk tot de herbouw van het complex in de hoop toeristen te trekken. De kosten bedragen ongeveer een miljoen Roebel (iets minder dan 30.000 euro). Een 3,5-meter hoog standbeeld dat werd geplaatst in september 2006, werd echter al na een dag omvergeworpen door onbekenden.
Bestuurlijk centrum: Toeroechansk

Alinskoje · Angoeticha · Bachta · Baklanicha · Bor · Farkovo · Gorosjicha · Igarka · Indygino · Janov Stan · Kangotovo · Kellog · Koerejka · Komsa · Kostino · Lebed · Madoejka · Mirnoje · Podkamennaja Toengoeska · Sandaktsjes · Selivanicha · Soechaja Toengoeska · Soemarokovo · Soergoeticha · Sovjetskaja Retsjka · Starotoeroechansk · Svetlogorsk · Tatarsk · Tsjerno-ostrovsk · Verchneimbatsk · Veresjtsjagino · Vorogovo · Zotino